# Florémont
Florémont és un municipi francès, situat al departament dels Vosges i a la regió del Gran Est. L'any 2007 tenia 447 habitants.

## Demografia

### Població
El 2007 la població de fet de Florémont era de 447 persones. Hi havia 170 famílies, de les quals 38 eren unipersonals (21 homes vivint sols i 17 dones vivint soles), 66 parelles sense fills, 50 parelles amb fills i 16 famílies monoparentals amb fills.
La població ha evolucionat segons el següent gràfic:
Habitants censats

### Habitatges
El 2007 hi havia 190 habitatges, 176 eren l'habitatge principal de la família, 4 eren segones residències i 9 estaven desocupats. 186 eren cases i 3 eren apartaments. Dels 176 habitatges principals, 158 estaven ocupats pels seus propietaris, 18 estaven llogats i ocupats pels llogaters i 1 estava cedit a títol gratuït; 1 tenia una cambra, 1 en tenia dues, 11 en tenien tres, 44 en tenien quatre i 119 en tenien cinc o més. 151 habitatges disposaven pel capbaix d'una plaça de pàrquing. A 67 habitatges hi havia un automòbil i a 96 n'hi havia dos o més.

### Piràmide de població
La piràmide de població per edats i sexe el 2009 era:
| Homes | Edats   | Dones |
| ----- | ------- | ----- |
| 0     | 95 o +  | 0     |
| 0     | 90 a 94 | 0     |
| 4     | 85 a 89 | 0     |
| 4     | 80 a 84 | 0     |
| 4     | 75 a 79 | 4     |
| 12    | 70 a 74 | 16    |
| 8     | 65 a 69 | 8     |
| 4     | 60 a 64 | 16    |
| 8     | 55 a 59 | 4     |
| 16    | 50 a 54 | 8     |
| 24    | 45 a 49 | 36    |
| 20    | 40 a 44 | 24    |
| 20    | 35 a 39 | 8     |
| 8     | 30 a 34 | 16    |
| 8     | 25 a 29 | 4     |
| 16    | 20 a 24 | 4     |
| 24    | 15 a 19 | 16    |
| 12    | 10 a 14 | 12    |
| 4     | 5 a 9   | 20    |
| 4     | 0 a 4   | 12    |

## Economia
El 2007 la població en edat de treballar era de 289 persones, 205 eren actives i 84 eren inactives. De les 205 persones actives 192 estaven ocupades (99 homes i 93 dones) i 13 estaven aturades (4 homes i 9 dones). De les 84 persones inactives 33 estaven jubilades, 25 estaven estudiant i 26 estaven classificades com a «altres inactius».

### Ingressos
El 2009 a Florémont hi havia 177 unitats fiscals que integraven 449 persones, la mediana anual d'ingressos fiscals per persona era de 18.289 €.

### Activitats econòmiques
Dels 12 establiments que hi havia el 2007, 1 era d'una empresa extractiva, 1 d'una empresa de fabricació d'altres productes industrials, 2 d'empreses de construcció, 3 d'empreses de comerç i reparació d'automòbils, 1 d'una empresa de transport, 1 d'una empresa d'hostatgeria i restauració, 2 d'empreses immobiliàries i 1 d'una empresa de serveis.
Dels 2 establiments de servei als particulars que hi havia el 2009, 1 era una lampisteria i 1 restaurant.
L'any 2000 a Florémont hi havia 12 explotacions agrícoles que ocupaven un total de 450 hectàrees.

## Equipaments sanitaris i escolars
El 2009 hi havia una escola elemental.

## Poblacions més properes
El següent diagrama mostra les poblacions més properes.